# Chilobrachys jingzhao
Chilobrachys jingzhao är en spindelart som beskrevs av Zhu, Song och Li 200. Chilobrachys jingzhao ingår i släktet Chilobrachys och familjen fågelspindlar. Inga underarter finns listade i Catalogue of Life.